# Beulah Louise Henry
Beulah Louise Henry (28 septembre 1887 - février 1973) était une inventrice américaine. Dans les années 1930, elle a reçu le surnom de "Lady Edison" pour ses nombreuses inventions,,. Selon le Journal of the Patent Office Society, en 1937, elle était connue comme "la première inventrice féminine d'Amérique". Célèbre pour être une inventrice prolifique, Henry a breveté un grand nombre de produits et d'innovations destinés à améliorer la vie quotidienne. Son travail était si connu et respecté que, dès 1937, un musée lui a été consacré à Osaka, au Japon, qui était considéré comme une source d'inspiration pour les femmes japonaises inventrices en herbe.
Parmi ses inventions figurent une machine à coudre sans canette et un congélateur à glace sous vide. Elle a publié 49 brevets et réalisé environ 110 inventions au total.

## Jeunesse et éducation
Elle est née à Raleigh en Caroline du Nord,, fille de Walter R. et Beulah Henry, petite-fille de l'ancien gouverneur de Caroline du Nord W. W. Holden et descendante directe du président Benjamin Harrison. Comme beaucoup de grands inventeurs, Beulah Louise Henry n'était pas seulement une enfant créative, mais aussi une enfant curieuse. Elle aimait la peinture et la musique, mais son passe-temps favori était de souligner les choses qu'elle voyait mal fonctionner et de proposer les changements ou les innovations qui pourraient être faits pour les améliorer. L'une de ses premières idées d'invention était un basculeur de chapeau mécanique qui basculerait automatiquement le chapeau d'un homme lorsqu'il saluerait quelqu'un. À l'âge de neuf ans, elle aurait commencé à dessiner des croquis d'inventions. En 1912, à l'âge de 25 ans, elle publie son premier brevet pour un congélateur à glace sous vide. De 1909 à 1912, elle fréquente le North Carolina Presbyterian College et Elizabeth College à Charlotte, en Caroline du Nord, où elle dépose ses premiers brevets.

## Carrière à New York
Elle s'est installée à New York en 1924 où elle a fondé deux entreprises. Elle a travaillé comme inventrice pour Nicholas Machine Works de 1939 à 1955. Elle a également été consultante pour de nombreuses entreprises qui ont fabriqué ses inventions, notamment la Mergenthaler Linotype Company et l'International Doll Company. Elle a vécu dans des hôtels de New York, a appartenu à diverses sociétés scientifiques et ne s'est jamais mariée.
Pendant qu'elle vivait à New York, Beulah Louise Henry a créé la Henry Umbrella and Parasol Company et plus tard la B.L. Henry Company.

## Inventions
Contrairement à la plupart des inventeurs de l'époque, les inventions d'Henry ne suivent pas toujours le même thème ou la même catégorie. L'une des priorités d'Henry en termes d'inventions était d'améliorer la qualité de vie des femmes de son époque. Par exemple, elle a inventé un fer à friser, un vanity case et un porte-savon en caoutchouc. L'une de ses inventions les plus marquantes est un parasol "encliquetable", qui permet aux femmes de changer le motif de leur parasol pour l'assortir à leur tenue sans avoir à acheter un nouveau parasol.
Beulah Louise Henry a également pénétré le marché des jouets pour enfants en inventant une nouvelle méthode de rembourrage des poupées. Au lieu d'utiliser un rembourrage traditionnel et lourd, Henry a conçu un moyen de gonfler des poupées et des jouets plus vrais que nature avec des tubes en caoutchouc, ce qui a permis de réduire considérablement le poids des jouets.
L'une des inventions les plus célèbres d'Henry est la "machine à coudre à double point de chaînette". Elle voulait fabriquer une machine à coudre qui n'emmêlerait pas le fil. Les bobines devaient également être rembobinées et se cassaient fréquemment, ce qui n'est pas très pratique. Consciente de ce problème, elle a décidé de trouver un moyen plus simple : son invention était deux fois plus rapide qu'une machine à coudre classique et permettait à l'utilisateur d'utiliser des fils plus petits, tout en préservant la solidité du point. Cette invention a permis aux couturières de l'époque d'accepter plus de travaux en éliminant le temps inutilement passé à réparer et démêler les fils entortillés par la canette. Cette invention est toujours utilisée bien qu'elle ait été adaptée aux temps modernes. Elle est principalement utilisée dans les usines, car elle est plus rapide que la machine à coudre classique et tombe moins souvent en panne.
Une autre invention d'Henry, brevetée en 1936, était un outil qui permettait d'écrire plusieurs copies d'un document sur une machine à écrire sans utiliser de papier carbone.
Beulah n'a pas reçu de formation en ingénierie, ce qui la rendait plus créative lorsqu'il s'agissait de trouver des solutions. Elle n'était pas limitée par ce qui était techniquement possible, mais elle se concentrait sur ce qui pouvait l'être. La conception lui venait généralement toute faite dans sa tête, mais comme elle n'avait pas de formation en ingénierie, elle demandait à quelqu'un de fabriquer le produit pour elle. Elle a beaucoup utilisé le prototypage avec des objets qu'elle pouvait trouver chez elle, comme du savon, des pinces et des boutons. Si les ingénieurs lui disaient que ce n'était pas possible, elle le construisait avec des fournitures à portée de main pour essayer de les convaincre.
Voici une liste partielle des inventions d'Henry :
- Congélateur à glace sous vide (1912) Brevet US 1037762
- Parapluie avec une variété de couvertures en tissu de différentes couleurs (1924)
- Première machine à coudre sans bobine (1940)
- Protographe" - fonctionne avec une machine à écrire manuelle pour faire quatre copies d'un document (1932)
- "Enveloppes à fixation continue" pour les envois de masse (1952)
- "Dolly Dips", éponges remplies de savon pour les enfants (1929)
- Poupée "Miss Illusion" dont les yeux pouvaient changer de couleur et se fermer (1935)
- Bigoudi (1925)
- Sac pour parasol (1925)
- Attachement du bouclier du coureur de parapluie (1926)
- Appareil de sport aquatique (1927)
- Poupée caniche (1927)
- Couvre-ballon (1927)
- Couvre-pieds (1927)
- Dispositif d'étanchéité pour corps gonflables (1929)
- Valve pour articles gonflables (1929)
- Construction de la fermeture Henry (1930)
- Valve Henry pour articles gonflables (1931)
- Dispositif de duplication pour machines à écrire (1932)
- Machine à écrire (1936)
- Structure de l'œil mobile pour les jouets à figures (1935)
- Machine à coudre à double point de chaînette (1936)
- Dispositif d'alimentation et d'alignement (1940)
- Couture et méthode de formation des coutures (1941)
- Appareil de couture (1941)
- Machine à écrire (1941)
- Dispositif de production de sons articulés (1941)
- Producteur de sons duplex (1944)
- Enveloppes à attachement continu (1952)
- Ouvre-boîte (1956)
- Enveloppe de publipostage et de retour (1962)

## Citations
« If necessity is the mother of invention, then resourcefulness is the father » (Si le besoin est la mère de l'invention, l'ingéniosité en est le père.)
« I invent because I cannot help it - new things just thrust themselves on me » (J'invente parce que je ne peux m'en empêcher. Les nouvelles choses s'imposent à moi d'elles-mêmes.)

## Reconnaissance
Henry a été reconnue au cours de sa vie pour ses nombreuses inventions, travaillant pour de nombreuses entreprises différentes en tant qu'innovatrice à New York, telles que la Mergenthaler Linotype Company ainsi que l'International Doll Company.[citation nécessaire] Même si ces entreprises ont souvent mis leur nom sur son travail, elle a toujours été en mesure de profiter de ces inventions et a toujours reçu le crédit de ces entreprises pour son travail sur les inventions. Au moment où elle a déposé ses brevets, seuls 2% des brevets étaient déposés par des femmes, ce qui la rend exceptionnelle dans son domaine et à son époque. Aujourd'hui elle est toujours considérée comme l'une des inventrices les plus performantes de tous les temps. Après sa mort, Henry a été intronisée au National Inventors Hall of Fame en 2006.[citation nécessaire]